# デメトリウス・ピンダー
デメトリウス・ラシャド・ピンダー（Demetrius Rashad Pinder、1989年2月13日 ‐ ）は、バハマ・グランド・バハマ島出身の陸上競技選手。専門は短距離走。200mと400mの室内バハマ記録保持者、300mの元バハマ記録保持者。2012年ロンドンオリンピック男子4×400mリレーの金メダリスト、同大会男子400mのファイナリスト（7位）である。

## 経歴
2011年3月12日、全米学生（NCAA）室内選手権の男子400m決勝で45秒33の室内バハマ記録を樹立。クリス・ブラウンが2006年にマークした45秒78を塗り替え、去年の優勝者であるトーリン・ローレンスに0秒63差で勝利し、屋外も含めた全米学生選手権の個人種目で初優勝を成し遂げた。テキサスA&M大学チームの2走を務めた男子4×400mリレーは3分04秒24をマークしての2連覇に貢献し、大会2冠を達成した。
2011年6月、全米学生選手権の男子4×400mリレーでテキサスA&M大学チームの2走を務め、3分00秒62をマークしての2連覇に貢献した
2012年1月28日、男子200mで20秒53の室内バハマ記録（当時）を樹立し、ドミニク・デメリットが2004年にマークした20秒66を塗り替えると、6日後の2月3日には自身の室内バハマ記録を20秒50に塗り替えた。
2012年3月、初出場となったイスタンブール世界室内選手権では、男子400mの予選を全体1位となる46秒49、準決勝を唯一の45秒台となる45秒94でそれぞれ突破し、世界大会で初の決勝に進出した。迎えた決勝ではネリー・ブレネス（45秒11）に次ぐ45秒34で2位に入り、世界大会で自身初のメダルとなる銀メダルを獲得した。
2012年8月、オリンピックデビューとなったロンドンオリンピックでは、男子400mの予選（44秒92）・準決勝（44秒94）・決勝（44秒98）の全てで44秒台をマークして7位入賞を果たした。男子4×400mリレーではバハマチーム（クリス・ブラウン、ピンダー、マイケル・マシュー、ラモン・ミラー）の2走を務めて金メダル獲得に貢献。この種目ではバハマ史上初の金メダル獲得となった。
2013年4月、クリス・ブラウン招待陸上の男子200mでハムストリングスを負傷した。
2014年7月16日、リエージュ国際の男子300mで32秒05のバハマ記録（当時）を樹立した。

## 自己ベスト
記録欄の（　）内の数字は風速（m/s）で、-は向かい風を意味する。
| 種目 | 記録          | 年月日        | 場所                 | 備考           |
| 屋外 | 屋外          | 屋外          | 屋外                 | 屋外           |
| ---- | ------------- | ------------- | -------------------- | -------------- |
| 200m | 20秒23 (-1.1) | 2012年4月14日 | コーラルゲーブルス   |                |
| 300m | 32秒05        | 2014年7月16日 | リエージュ           | 元バハマ記録   |
| 400m | 44秒77        | 2012年6月23日 | ナッソー             |                |
| 室内 |               |               |                      |                |
| 200m | 20秒50        | 2012年2月3日  | アルバカーキ         | 室内バハマ記録 |
| 400m | 45秒33        | 2011年3月12日 | カレッジステーション | 室内バハマ記録 |

## 主要大会成績
| 年   | 大会                              | 場所               | 種目    | 結果     | 記録            | 備考         |
| ---- | --------------------------------- | ------------------ | ------- | -------- | --------------- | ------------ |
| 2006 | カリフタゲームズ (U20) (en)       | レザビーム         | 400m    | 7位      | 49秒42          |              |
| 2006 | カリフタゲームズ (U20) (en)       | レザビーム         | 4x400mR | 2位      | 3分08秒56 (1走) |              |
| 2007 | カリフタゲームズ (U20) (en)       | プロビデンシアリス | 400m    | 5位      | 48秒50          |              |
| 2007 | パンアメリカンジュニア選手権 (en) | サンパウロ         | 400m    | 予選     | 47秒48          |              |
| 2007 | パンアメリカンジュニア選手権 (en) | サンパウロ         | 4x400mR | 5位      | 3分10秒54 (2走) |              |
| 2008 | カリフタゲームズ (U20) (en)       | バセテール         | 400m    | 4位      | 47秒59          |              |
| 2008 | カリフタゲームズ (U20) (en)       | バセテール         | 4x400mR | 3位      | 3分12秒09 (2走) |              |
| 2010 | 北中米カリブU23選手権 (en)        | ミラマー           | 400m    | 3位      | 45秒90          |              |
| 2010 | 北中米カリブU23選手権 (en)        | ミラマー           | 4x400mR | 2位      | 3分02秒91 (2走) |              |
| 2010 | 中米カリブ競技大会 (en)           | マヤグエス         | 400m    | 予選     | 46秒29          |              |
| 2010 | 中米カリブ競技大会 (en)           | マヤグエス         | 4x400mR | 2位      | 3分01秒82 (4走) |              |
| 2011 | 中米カリブ選手権 (en)             | マヤグエス         | 200m    | 決勝     | DNS             |              |
| 2011 | 中米カリブ選手権 (en)             | マヤグエス         | 4x100mR | 予選     | 39秒29 (3走)    | 決勝進出     |
| 2011 | 世界選手権                        | 大邱               | 400m    | 準決勝   | 45秒87          |              |
| 2011 | 世界選手権                        | 大邱               | 4x400mR | 予選     | 3分01秒54 (1走) |              |
| 2012 | 世界室内選手権                    | イスタンブール     | 400m    | 2位      | 45秒34          |              |
| 2012 | 世界室内選手権                    | イスタンブール     | 4x400mR | 予選     | DNS (4走)       |              |
| 2012 | オリンピック                      | ロンドン           | 400m    | 7位      | 44秒98          |              |
| 2012 | オリンピック                      | ロンドン           | 4x400mR | 優勝     | 2分56秒72 (2走) | バハマ記録   |
| 2014 | 世界リレー (en)                   | ナッソー           | 4x400mR | 2位      | 2分57秒59 (2走) |              |
| 2015 | 世界リレー (en)                   | ナッソー           | 4x400mR | 予選     | 3分02秒18 (2走) | 決勝進出     |
| 2016 | オリンピック                      | リオデジャネイロ   | 200m    | 予選     | DQ              | 不正スタート |
| 2017 | 世界リレー (en)                   | ナッソー           | 4x400mR | B決勝5位 | 3分08秒29 (2走) |              |